# الهجرة (ريمة)
الهجرة هي إحدى قرى الجمهورية اليمنية. تتبع جغرافيا محافظة ريمة وإداريًا مديرية السلفية بمحافظة ريمة اليمنية، بلغ تعداد سكانها 1,169 نسمة حسب إحصاء اليمن لعام 2004.